# Atrium Telecomunicações
Atrium Telecomunicações foi uma empresa brasileira de telecomunicações sediada em São Paulo, fundada por investidores do mercado imobiliário no final dos anos 90.

## História
No final da década de 90, um grupo de investidores imobiliários liderados por Lincoln da Cunha Pereira Filho, criaram um modelo de gestão e oferta de serviços ligados a telecomunicações em edifícios comerciais na região da Vila Olímpia, em São Paulo.  Com o passar dos anos, os edifícios passaram a ter infraestrutura de automação predial e telecomunicações avançadas, incluindo fibra ótica e acesso de alta velocidade de internet, em um momento pós-privatização dos serviços de telecomunicações.
Em 1999, com seu conceito inovador e atuando em mais de 60 prédios, a Atrium passou a abranger infraestruturas de voz, dados e imagem, dotando vários edifícios comerciais com redes internas e equipamentos de alta velocidade, incluindo fibra óptica.
Em 2000, a empresa recebeu um aporte de R$40 milhões de três fundos de private equity: JP Morgan, GE Capital e Advent Internacional. Foi então ampliado o alcance da empresa para vários outros edifícios na cidade de São Paulo e outras cidades brasileiras.
Em 2003, a Atrium era responsável pela infraestrutura tecnológica de 400 edifícios no Brasil, operando o Serviço de Comunicação Multimídia.
Em dezembro de 2004, a Telefônica adquiriu o controle da Atrium Telecom por R$ 113 Milhões. 
Em 2011, a Atrium fechou acordo com a Telefônica Empresas, o que permitiu que os milhares de usuários dos condomínios administrados pela Atrium passassem a ter acesso não só aos produtos da Telefônica Empresas, como a hospedagem e o armazenamento de dados no TIC -Telefônica Internet DataCenter, além de todo o transporte desses dados por meio dos anéis ópticos da Telefônica.